# كأس السوبر الإفريقي 2006
كأس السوبر الأفريقي 2006 هي النسخة الرابعة عشر من كأس السوبر الأفريقي، وهي مباراة سنوية تجمع بين الفائز بدوري أبطال أفريقيا والفائز بكأس الكونفيدرالية الأفريقية. كانت المباراة بين الأهلي المصري الفائز بدوري أبطال أفريقيا والجيش الملكي المغربي الفائز بالكونفدرالية. أقيمت المباراة في ستاد القاهرة الدولي. انتهت المباراة بفوز الأهلي بالركلات الترجيحية، وهو الفوز الثاني له في كأس السوبر الأفريقي.

## الفرق
الأهلي الفائز بدوري أبطال أفريقيا
 الجيش الملكي الفائز بكأس الكونفدرالية

## النتيجة النهائية
الأهلي (0-0(4-2)  الجيش الملكي

## الفائز بالبطولة
(اللقب الثاني)